# Burning in the Skies
Singles de Linkin Park
Waiting for the End
(2010) Iridescent
(2011)
Pistes de A Thousand Suns
The Radiance Empty Spaces
Burning in the Skies est une chanson du groupe de rock Linkin Park. C'est le troisième single extrait de leur album A Thousand Suns sorti le 14 septembre 2010. Le single est sorti le 21 mars 2011.
Il met en lumière la nouvelle orientation plus pop et électronique d'A Thousand Suns, et les thèmes de l'album en général (la guerre nucléaire), faisant suite au diptyque The Requiem / The Radiance.

## Vidéo clip
Le clip international de la chanson est réalisé par Joe Hahn. Le clip est diffusé pour la première fois le 22 février 2011 sur le site kerrang.com. La vidéo a été aussi chargée sur YouTube par Linkin Park sur leurs page officielle.
On voit brièvement apparaître l'actrice Allison Mack au début.

## Chart
| Chart (2011)               | position |
| -------------------------- | -------- |
| Austrian Singles Chart     | 35       |
| German Singles Chart       | 43       |
| Portuguese National Top 50 | 35       |
| Swiss Singles Chart        | 41       |